# مايكل ستانلي
مايكل ستانلي (بالإنجليزية: Michael Stanley)‏ هو مغن مؤلف أمريكي، ولد في 25 مارس 1948.

## وصلات خارجية
- مايكل ستانلي على موقع IMDb (الإنجليزية)
- مايكل ستانلي على موقع ميوزك برينز (الإنجليزية)
- مايكل ستانلي على موقع أول ميوزيك (الإنجليزية)
- مايكل ستانلي على موقع ديسكوغز (الإنجليزية)